# 1892 en philosophie
Chronologie de la philosophie
- 1888
- 1889
- 1890
- 1891
- 1892
- 1893
- 1894
- 1895
- 1896

L’année 1892 a été marquée, en philosophie, par les événements suivants :

## Publications
- Vérité et Science, de Rudolf Steiner.
- Publication des quatre parties d’Ainsi parlait Zarathoustra, de Friedrich Nietzsche. Les quatre parties avaient été précédemment publiées distinctement.

## Naissances
- 15 juillet : Walter Benjamin, philosophe et traducteur allemand, mort en 1940.

## Décès
- 2 octobre : Ernest Renan, philosophe et historien français, né en 1823, mort à 69 ans.